# Jackson Dietrich
Jackson Dietrich (* 27. September 1996 in Bremen) ist ein deutscher Fußballspieler, der auch die US-amerikanische Staatsbürgerschaft innehat.

## Karriere
Der in Bremen geborene Dietrich spielte in der Jugend bei Werder Bremen und beim FC Oberneuland. Als seine Familie in die USA umzog, spielte er in den Mannschaften der Las Vegas Sports Academy. In seiner Zeit am College spielte er von 2015 bis 2019 für die Wright State Raiders. Nebst seiner Zeit in dieser Mannschaft war er noch in einigen Spielen von 2017 bis 2019 für die Dayton Dutch Lions in der USL League Two aktiv.
Nach seiner College-Zeit schloss er sich zur Saison 2021 den Chattanooga Red Wolves in der USL League One an. Dort erzielte er in 20 Spielen zwei Tore. Nachdem sein Vertrag nach der Saison nicht verlängert worden war, schloss er sich im Sommer 2022 Northern Colorado Hailstorm an.